# Kilroy Was Here (Album)
Kilroy Was Here ist das elfte Studioalbum von Styx. Es erschien im Februar 1983 und wurde nach dem Spruch „Kilroy was here“ benannt.

## Geschichte
Das Album war vom Frontmann Dennis DeYoung als eine Bühnenshow konzipiert, die mit einem Kurzfilm gleichen Namens beginnt. Als sich die darauffolgende Tour als unrentabel erwies, wurde sie abgebrochen. Vom Album ließen sich bisher über zwei Millionen Exemplare verkaufen. Kommerziell ließ sich der Verkaufserfolg durch die Songs Mr. Roboto und Don’t Let It End tragen. Die Aufnahmen fanden in den Pumpkin Studios, Oak Lawn, Illinois statt.
Das Konzept des Albums handelt von der Geschichte des letzten Rock-’n’-Roll-Stars Robert Orin Charles Kilroy (Anfangsbuchstaben: ROCK), eingesperrt wegen seiner Musik in einer Welt, in der Rock ’n’ Roll verboten ist.

## Titelliste
1. Mr. Roboto – 5:28
2. Cold War – 4:27
3. Don’t Let It End – 4:56
4. High Time – 4:33
5. Heavy Metal Poisoning – 4:57
6. Just Get Through This Night – 6:06
7. Double Life – 3:46
8. Haven’t We Been Here Before – 4:06
9. Don’t Let It End (Reprise) – 2:22

## Besetzung

### Musiker
- Gesang: Dennis DeYoung
- Hintergrundgesang: Tommy Shaw, James Young, Chuck Panozzo, John Panozzo
- Keyboard: Dennis DeYoung
- Gitarre: Tommy Shaw, James Young
- Bass: Chuck Panozzo
- Schlagzeug: John Panozzo

### Produktion
- Produzenten und Arrangeure: Dennis DeYoung, Tommy Shaw, James Young, Chuck Panozzo, John Panozzo
- Toningenieure: Gary Loizzo, Will Rascati, Rob Kingsland

## Kommerzieller Erfolg

### Chartplatzierungen

#### Album
| ChartsChartplatzierungen       | Höchstplatzierung | Wochen |
| ------------------------------ | ----------------- | ------ |
| Deutschland (GfK)              | 7 (25 Wo.)        | 25     |
| Vereinigte Staaten (Billboard) | 3 (34 Wo.)        | 34     |
| Vereinigtes Königreich (OCC)   | 67 (6 Wo.)        | 6      |

| ChartsJahrescharts (1983) | Platzierung |
| ------------------------- | ----------- |
| Deutschland (GfK)         | 35          |

#### Singles
| Jahr | Titel            | Höchstplatzierung, Gesamtwochen, AuszeichnungChartplatzierungen (Jahr, Titel, , Platzierungen, Wochen, Auszeichnungen, Anmerkungen) | Höchstplatzierung, Gesamtwochen, AuszeichnungChartplatzierungen (Jahr, Titel, , Platzierungen, Wochen, Auszeichnungen, Anmerkungen) | Höchstplatzierung, Gesamtwochen, AuszeichnungChartplatzierungen (Jahr, Titel, , Platzierungen, Wochen, Auszeichnungen, Anmerkungen) | Höchstplatzierung, Gesamtwochen, AuszeichnungChartplatzierungen (Jahr, Titel, , Platzierungen, Wochen, Auszeichnungen, Anmerkungen) | Höchstplatzierung, Gesamtwochen, AuszeichnungChartplatzierungen (Jahr, Titel, , Platzierungen, Wochen, Auszeichnungen, Anmerkungen) | Anmerkungen                        |
| Jahr | Titel            | DE | AT | CH | UK | US | Anmerkungen                        |
| ---- | ---------------- | --- | --- | --- | --- | --- | ---------------------------------- |
| 1983 | Mr. Roboto       | DE8 (18 Wo.)DE | AT16 (4 Wo.)AT | CH4 (6 Wo.)CH | UK90 (6 Wo.)UK | US3 Gold · (18 Wo.)US | Erstveröffentlichung: Februar 1983 |
| 1983 | Don’t Let It End | DE70 (1 Wo.)DE | — | — | UK56 (3 Wo.)UK | US6 (16 Wo.)US | Erstveröffentlichung: April 1983   |
| 1983 | High Time        | — | — | — | — | US48 (7 Wo.)US | Erstveröffentlichung: August 1983  |

### Auszeichnungen für Musikverkäufe
| Land/Region               | Auszeichnungen für Musikverkäufe (Land/Region, Auszeichnung, Verkäufe) | Verkäufe  |
| ------------------------- | ---------------------------------------------------------------------- | --------- |
| Kanada (MC)               | Platin                                                                 | 100.000   |
| Vereinigte Staaten (RIAA) | Platin                                                                 | 1.000.000 |
| Insgesamt                 | 2× Platin ·                                                            | 1.100.000 |